# Filtrowanie dwuliniowe

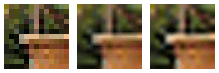
Powiększony fragment bitmapy, w której użyto (od lewej) filtrowania najbliższego sąsiada, filtrowania biliniowego i filtrowania bikubicznego

Filtrowanie dwuliniowe, filtrowanie biliniowe (ang. bilinear filtering) – technika znana z grafiki komputerowej mająca na celu poprawę jakości wyświetlania tekstur – polega ona na obliczaniu wartości (interpolacji) pomiędzy dyskretnymi punktami w teksturze zwanymi tekselami. Dzięki tej metodzie wyświetlane tekstury stają się gładsze.

## Opis metody

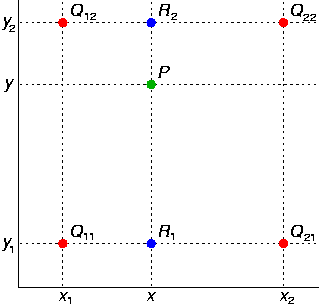
Wartość w punkcie P jest obliczana na podstawie dwuliniowej interpolacji pomiędzy narożnymi punktami Q

Dwuwymiarowa tekstura w grafice komputerowej najczęściej jest reprezentowana jako dwuwymiarowa tablica teksli – punktów, których atrybutem jest np. kolor. Tego typu bitmapa ma określoną rozdzielczość, a wyświetlanie jej na ekranie komputera, polega na tym, że każdemu pikselowi przydzielany jest odpowiedni teksel. Najprostszą metodą takiego mapowania jest zastosowanie metryki najbliższego sąsiada (ang. nearest neighbour), czyli dla danego piksela wybierany jest najbliższy teksel. Niestety przy powiększeniu takiej tekstury widoczne stają się prostokątne obszary reprezentujące odpowiednie teksle. Aby temu zapobiec, stosuje się filtrowanie dwuliniowe, polegające na interpolacji wartości pomiędzy punktami reprezentującymi teksele.
Niech dla danego piksela na ekranie obliczony zostanie punkt {\displaystyle (x,y)} w przestrzeni tekstury. Niech odpowiednie punkty reprezentujące teksle będą znajdowały się odpowiednio w punktach {\displaystyle Q_{11}=(x_{1},y_{1}),} {\displaystyle Q_{12}=(x_{1},y_{2}),} {\displaystyle Q_{21}=(x_{2},y_{1}),} {\displaystyle Q_{22}=(x_{2},y_{2})} oraz:
{\displaystyle x_{1}\leqslant x\leqslant x_{2},}
{\displaystyle y_{1}\leqslant y\leqslant y_{2}.}
Wówczas obliczona wartość tekstury w punkcie {\displaystyle (x,y)} będzie wynosić:
{\displaystyle Q(x,y)=Q_{11}uv+Q_{12}u(1-v)+Q_{21}(1-u)v+Q_{22}(1-u)(1-v),}
gdzie {\displaystyle u={\frac {x-x_{1}}{x_{2}-x_{1}}},} zaś {\displaystyle v={\frac {y-y_{1}}{y_{2}-y_{1}}}.}

## Przykład implementacji
W języku C procedura filtrowania dwuliniowego może zostać zaimplementowana następująco:
```
double
 
getBilinearFilteredPixelColor
(
 
Texture
 
tex
,
 
double
 
u
,
 
double
 
v
 
)

{

    
u
 
*=
 
tex
.
size
;

    
v
 
*=
 
tex
.
size
;

    
int
 
x
 
=
 
floor
(
u
);

    
int
 
y
 
=
 
floor
(
v
);

    
double
 
u_ratio
 
=
 
u
 
-
 
x
;

    
double
 
v_ratio
 
=
 
v
 
-
 
y
;

    
double
 
u_opposite
 
=
 
1
 
-
 
u_ratio
;

    
double
 
v_opposite
 
=
 
1
 
-
 
v_ratio
;

    
double
 
result
 
=
 
(
 
tex
[
x
][
y
]
 
*
 
u_opposite
 
+
 
tex
[
x
+
1
][
y
]
 
*
 
u_ratio
 
)
 
*
 
v_opposite
 
+

        
(
 
tex
[
x
][
y
+
1
]
 
*
 
u_opposite
 
+
 
tex
[
x
+
1
][
y
+
1
]
 
*
 
u_ratio
 
)
 
*
 
v_ratio
;

    
return
 
result
;

}

```